# GJ部
《GJ部》為日本作家新木伸所撰寫的輕小說系列，插畫為あるや。2010年3月至2012年3月，全9卷刊行。新系列《GJ部中等部》（日語：グッジョぶちゅうとうぶ）於2012年4月發行。由小說改編的四格漫畫開始連載於2012年12月19日發售的《月刊Sunday Gene-X》（小學館）2013年1月號。2013年1月起於日本電視台播放電視動畫。

## 劇情簡介
故事主要讲述了主人公四之宫京夜与他所属的活动内容不明的GJ部的部员们——有着好强性格的部长天使真央、游戏天才皇紫音、性格我行我素的天使惠、身材丰满的绮罗罗·伯恩斯坦以及之后的新入部员神无月环交织而成的“日常痛苦喜剧”。

## 登場角色

### GJ部
四之宮京夜（聲：下野紘）
本作的主角。作品開始時為高中一年生（GJ部第5卷後為二年級）。暱稱是。悠閒自在的和平主義者，因為常有不合時宜的臺詞發言，而遭到GJ部其他成員的調戲，泡出來的茶很難喝。很喜歡森小姐的轉圈，身高比綺羅羅略為矮一些。此外很擅長幫女生梳頭。
天使真央（聲：内田真禮）
高中二年生（GJ部第5卷後為三年級）。GJ部的部長，惠的姐姐。個子矮小，一有不如意的地方就會找京夜的麻煩，喜歡咬京夜，但也有純真的地方。有接吻場面的漫畫、小說都不敢閱讀，興趣是收集蟬殼。
皇紫音（聲：三森鈴子）
高中二年生（GJ部第5卷後為三年級），自己與他人都公認的天才。很希望自己有個妹妹。有著成人般性格，總是調戲京夜。而與亮麗外表不符的是欠缺常識，偶爾會犯奇怪的錯誤。
天使惠（聲：宮本侑芽）
高中一年生，真央的妹妹（GJ部第5卷後為二年級）。性格和姐姐相反，溫柔有禮、心胸開闊。但是惹火惠似乎會很不好過，對體重非常在意。身高162cm，鞋號23.5cm。
綺羅羅．伯恩斯坦（聲：荒川ちか）
高中二年生（GJ部第5卷後為三年級）。不論何時手裡總是拿著肉，坐在沙發上，有時還會和貓對話，吃了有摻酒的巧克力會襲擊人。身高180cm。
神無月環（聲：上坂堇）
第5卷後GJ部的新入部員。暱稱「環兒」。被四之宮京夜在俺特曼模式下錯叫做「狸貓」，家裡是神社。有一名弟弟。
京子
真央等人畢業後，京夜成為GJ部部長時的新入部員。高中一年級女生。

### GJ部中等部
四之宮霞（聲：木戶衣吹）
京夜的妹妹。有時候會參與GJ部的校外活動。初登場時為小學六年生（GJ部第5卷後為中學一年級）。
有兄控傾向。
喜歡數學，能正確地解答出高中的題目。
天使聖羅（聲：諸星堇）
真央和惠的妹妹。會以某種方式（真央說看是要當成腹語術、超自然現象或是副音軌）發表極為腹黑又帶有S性的發言，只有真央跟京夜聽得到，霞的國中同學（GJ部第5卷後為中學一年級）。
傑拉丁．伯恩斯坦（聲：葵若菜）
綺羅羅的妹妹。初次登場時被京夜幫助，所以對京夜滿懷感激。
健太
《GJ部中等部》中登場。中學一年生。熱血男孩，暱稱「健健（Ken Ken）」。
健太的青蛙
被健太撿到的青蛙。
仁
《GJ部中等部》中登場。中學一年生。成績優秀的男孩，暱稱「仁仁（Jin Jin）」。
小森
《GJ部中等部》中登場。中學一年生。總是沒有表情的女孩。

### 其他
森小姐（聲：恆松步）
天使家的女僕，年齡不詳，見到京夜時會轉一圈；動畫第六集曾表示偶而會由自己的母親代替自己。本名為森羅萬象。愛車為哈雷。
橫溝徹心
高中一年生（GJ部第5卷後為二年級）。京夜的同班同學，國中時代的友人。座位位於京夜的後方，中午用餐時間會與京夜一起吃。
新城拓真
高中一年生（GJ部第5卷後為二年級）。京夜的同班同學，與同班美少女－神崎美奈是青梅竹馬。
撫子老師
京夜班上的導師。
杏子
環的朋友。
世界統一王者
紫音在社團教室電腦裡的網路西洋棋對手。
新明路鳴海
真央的同班同學（從一年級開始同班）。
赤井烈斗
惠在小學、國中的同學，座位一直在惠旁邊。

## 小說
《GJ部》
新木伸（著）、あるや（插圖）、GAGAGA文庫。全9卷、2卷特別篇。
| 冊数   | 小學館         | 小學館                 | 東立出版社     | 東立出版社             |
| 冊数   | 發售日期       | ISBN                   | 發售日期       | ISBN                   |
| ------ | -------------- | ---------------------- | -------------- | ---------------------- |
| 1      | 2010年3月18日  | ISBN 978-4-09-451192-5 | 2013年2月1日   | ISBN 978-986-324-749-4 |
| 2      | 2010年6月18日  | ISBN 978-4-09-451210-6 | 2013年3月11日  | ISBN 978-986-332-102-6 |
| 3      | 2010年9月17日  | ISBN 978-4-09-451229-8 | 2013年4月1日   | ISBN 978-986-332-368-6 |
| 4      | 2010年12月17日 | ISBN 978-4-09-451243-4 | 2013年8月5日   | ISBN 978-986-337-119-9 |
| 5      | 2011年3月18日  | ISBN 978-4-09-451261-8 | 2013年11月14日 | ISBN 978-986-337-651-4 |
| 6      | 2011年6月17日  | ISBN 978-4-09-451278-6 | 2014年1月28日  | ISBN 978-986-348-264-2 |
| 7      | 2011年9月17日  | ISBN 978-4-09-451297-7 | 2014年5月15日  | ISBN 978-986-348-812-5 |
| 8      | 2011年12月17日 | ISBN 978-4-09-451310-3 | 2014年8月14日  | ISBN 978-986-365-403-2 |
| 9      | 2012年3月16日  | ISBN 978-4-09-451292-2 | 2015年1月29日  | ISBN 978-986-382-543-2 |
| ◎      | 2013年3月19日  | ISBN 978-4-09-451399-8 |                |                        |
| weekly | 2015年7月17日  | ISBN 978-4-09-451561-9 |                |                        |

《GJ部中等部》
新木伸（著）、あるや（插圖）、GAGAGA文庫、全9卷
| 冊数      | 小學館         | 小學館                 |
| 冊数      | 發售日期       | ISBN                   |
| --------- | -------------- | ---------------------- |
| 1         | 2012年4月18日  | ISBN 978-4-09-451336-3 |
| 2         | 2012年7月18日  | ISBN 978-4-09-451351-6 |
| 3         | 2012年10月18日 | ISBN 978-4-09-451370-7 |
| 4         | 2013年1月18日  | ISBN 978-4-09-451388-2 |
| 5         | 2013年4月18日  | ISBN 978-4-09-451405-6 |
| 6         | 2013年7月18日  | ISBN 978-4-09-451425-4 |
| 7         | 2013年10月18日 | ISBN 978-4-09-451444-5 |
| 8         | 2014年1月17日  | ISBN 978-4-09-451461-2 |
| loss time | 2014年4月18日  | ISBN 978-4-09-451478-0 |

動畫導讀
2013年10月18日發售、ISBN 978-4-09-451441-4

## 電視動畫
2012年7月宣布動畫化，2013年1月起於日本電視台播放電視動畫。2014年3月21日官方公開動畫30秒宣傳影片，即將推出特別篇OVA《GJ部@》。《GJ部@》於2014年5月5日在BS日本播出一小時的特別節目，2014年5月14日於日本發售Blu-ray&DVD-Video，收錄46分鐘的本篇影像與特典影像。

### 工作人員[3]
- 原作：新木伸（小學館「GAGAGA文庫」發行）
- 角色原案：あるや
- 監督：藤原佳幸
- 系列構成和脚本：子安秀明
- 角色設計：大島美和
- 道具設計：曾我篤史、松本惠
- 總作画監督：曾我篤史
- 美術監督：川口正明
- 色彩設計：石黑けい、伊藤裕香
- 音樂：百石元
- 音響監督：土屋雅紀
- 攝影監督：三口達也
- 編集：平木大輔
- 音響制作：DAX International Inc.
- 總製作人：森實陽三
- 製作人：植野浩之、渡部智明、田村學、伊藤隼之介
- 動畫製作人：鎌田肇
- 動畫制作：動畫工房
- 製作著作：GJ部保護者会、日本電視台、Vap

### 主題曲[4]
- 片頭曲


作詞：前山田健一，作曲、編曲：電球，歌唱：乙女新黨
- 片尾曲

《I wish 〜〜》（第1、2話）
作詞：石川繪理，作曲、編曲：でか大，歌唱：天使真央（内田真禮）&天使惠（宮本侑芽）
《balance unbalance 〜》（第3、4話）
作詞：磯谷佳江，作曲：高阪昌至，編曲：清水哲平，歌唱：皇紫音（三森鈴子）
《Purely Sky 〜〜》（第5、6話）
作詞：，作曲、編曲：山崎真吾，歌唱：綺羅羅．伯恩斯坦（荒川）
（第7－12話、GJ部@插曲）
作詞、作曲、編曲：山田高廣
歌唱：天使真央（内田真禮）、皇紫音（三森鈴子）、天使惠（宮本侑芽）、綺羅羅．伯恩斯坦（荒川）
（GJ部@）
作詞、作曲、編曲：山田高弘
歌唱：天使真央（內田真禮）、皇紫音（三森鈴子）、天使惠（宮本侑芽）、綺羅羅．伯恩斯坦（荒川）、神無月環（上坂堇）
- 插曲

《GRADUATION COLOR》（第12話）
作詞：子安秀明，作曲、編曲：百石元，歌唱：天使真央（內田真禮）

### 各話標題
| 話數             | 日文標題 | 中文標題               | 分鏡     | 演出     | 作畫監督                                                                           |
| ---------------- | -------- | ---------------------- | -------- | -------- | ---------------------------------------------------------------------------------- |
| 第一話           |          | 我是GJ部               | 藤原佳幸 | 藤原佳幸 | 久保茉莉子                                                                         |
| 第二話           |          | 友情、愛情、少女的異常 | 井出安軌 | 福本潔   | 館崎大、柴田健兒、平野勇一 半澤淳、長谷川亨雄、佐藤利幸                            |
| 第三話           |          | GJ線上的               | 三原武憲 | 江口大輔 | 長田伸二、嶋田和晃                                                                 |
| 第四話           |          | 放學後的校慶派對       | 柳瀨雄之 | 吉田俊司 | 菊永千里                                                                           |
| 第五話           |          | 雙重幻想               | 原口浩   | 秦義人   | KIM YOUNGSIK KIM SHINYEONG                                                         |
| 第六話           |          | 來了4個妹妹！？        | 青井小夜 | 青井小夜 | 幾智、野崎真一 館崎大、鳥山冬美 萩原正人、松尾亞希子                               |
| 第七話           |          | 新社員現身！           | 三原武憲 | 深瀨重   | 久保茉莉子 德倉榮一                                                                |
| 第八話           |          | 妹妹・突擊！           | 畑博之   | 畑博之   | 吉田奏子                                                                           |
| 第九話           |          | GJ線上的京張・REBIRTH      | 沖田宮奈 | 赤城博昭 | 中原清隆                                                                           |
| 第十話           |          | 藝術、食慾與襲擊之秋   | 三原武憲 | 吉田俊司 | 菊永千里                                                                           |
| 第十一話         |          | 協・定・解・除         | 原口浩   | 阿宮正和 | 福田裕樹、輿石曉 萩原正人、村上直紀 小野陽子、館崎大 小山知洋、近藤瑠衣 三宅雄一郎 |
| 第十二話         |          | 說聲GJ部再見           | 藤原佳幸 | 藤原佳幸 | 久保茉莉子、渡邊裕紀 中原清隆、吉田奏子                                            |
| GJ部@ （特別篇） | [ 5 ]    | GJ部前往紐約           | 沖田宮奈 | 赤城博昭 | 曾我篤史                                                                           |
| GJ部@ （特別篇） |          | 羈絆的名字是GJ部       | 原口浩   | 赤城博昭 | 曾我篤史                                                                           |

### 关联商品

#### Blu-ray / DVD
于2013年3月6日开始发售。
| 卷数  | 发售日        | 收录话数        | 規格編號（RIAJ） | 規格編號（RIAJ） |
| 卷数  | 发售日        | 收录话数        | Blu-ray          | DVD              |
| ----- | ------------- | --------------- | ---------------- | ---------------- |
| 1     | 2013年3月6日  | 第1話 - 第3話   | VPXY-71248       | VPBY-13747       |
| 2     | 2013年4月3日  | 第4話 - 第6話   | VPXY-71249       | VPBY-13748       |
| 3     | 2013年5月1日  | 第7話 - 第9話   | VPXY-71250       | VPBY-13749       |
| 4     | 2013年6月5日  | 第10話 - 第12話 | VPXY-71251       | VPBY-13750       |
| GJ部@ | 2014年5月14日 | 特別篇          | VPXY-71309       | VPBY-13890       |

#### CD
| 发售日       | 日文标题 | 中文标题                                      | 規格編號（RIAJ） |
| ------------ | -------- | --------------------------------------------- | ---------------- |
| 2013年3月6日 |          | 「GJ部」角色歌与动画原声集 前篇 GJ部的音乐“G” | VPCG-84936       |
| 2013年4月3日 |          | 「GJ部」角色歌与动画原声集 后篇 GJ部的音乐“J” | VPCG-80658       |

### 播放電視台
日本深夜動畫：下文記載的日本国内播放時間使用日本標準時間（UTC+9）表示。因為部分時間标识會採用30小时制，因此請留意这类超过24:00的时间，其實際播放時間為翌日清晨。
| 播放地區   | 播放電視台   | 播放日期               | 播放時間（UTC+9）          | 所屬聯播網          | 備註   |
| 本放送     | 本放送       | 本放送                 | 本放送                     | 本放送              | 本放送 |
| ---------- | ------------ | ---------------------- | -------------------------- | ------------------- | ------ |
| 關東廣域圏 | 日本電視台   | 2013年1月9日 - 3月27日 | 星期三 25時29分 - 25時59分 | 日本電視網          |        |
| 日本全國   | NTV OnDemand | 2013年1月9日 - 3月27日 | 每週日本電視台本節目播放後 | 網路電視            |        |
| 特別篇     |              |                        |                            |                     |        |
| 日本全國   | BS日本       | 2014年5月5日           | 星期一 26時30分 - 27時30分 | 日本電視網 衛星電視 |        |
| 日本全國   | NTV OnDemand | 2014年5月5日           | （星期一 21時00分 - ）     | 網路電視            |        |

## 漫畫
由小說改編的四格漫畫於《月刊Sunday Gene-X》（小學館）2013年1月號開始連載。作畫同為あるや。單行本全3卷。
| 冊数 | 小學館        | 小學館                 |
| 冊数 | 發售日期      | ISBN                   |
| ---- | ------------- | ---------------------- |
| 1    | 2015年4月17日 | ISBN 978-4-0915-7415-2 |
| 2    | 2017年4月19日 | ISBN 978-4-0915-7483-1 |
| 3    | 2019年7月19日 | 無ISBN（電子書）       |

## 外部連結
- GJ部｜日本電視台 （页面存档备份，存于）（日語）
- GJ部的X（前Twitter）